# Pogrodzie
Pogrodzie (deutsch Pogardichen, Neukirch, Neukirch auf der Höhe, Neukirchhöhe, Neukirch Höhe) ist ein Dorf in der polnischen Woiwodschaft Ermland-Masuren. Es gehört zur Gmina Tolkmicko (Tolkemit) im Powiat Elbląski (Elbinger Kreis). Der Ort hat 660 Einwohner.

## Geographische Lage
Das Dorf liegt im ehemaligen Westpreußen, etwa sieben Kilometer südöstlich von Tolkmicko (Tolkemit), zehn Kilometer südwestlich von Frombork (Frauenburg), 26 Kilometer nordöstlich von Elbląg (Elbing) und 82 Kilometer nordwestlich von Olsztyn (Allenstein).

## Geschichte

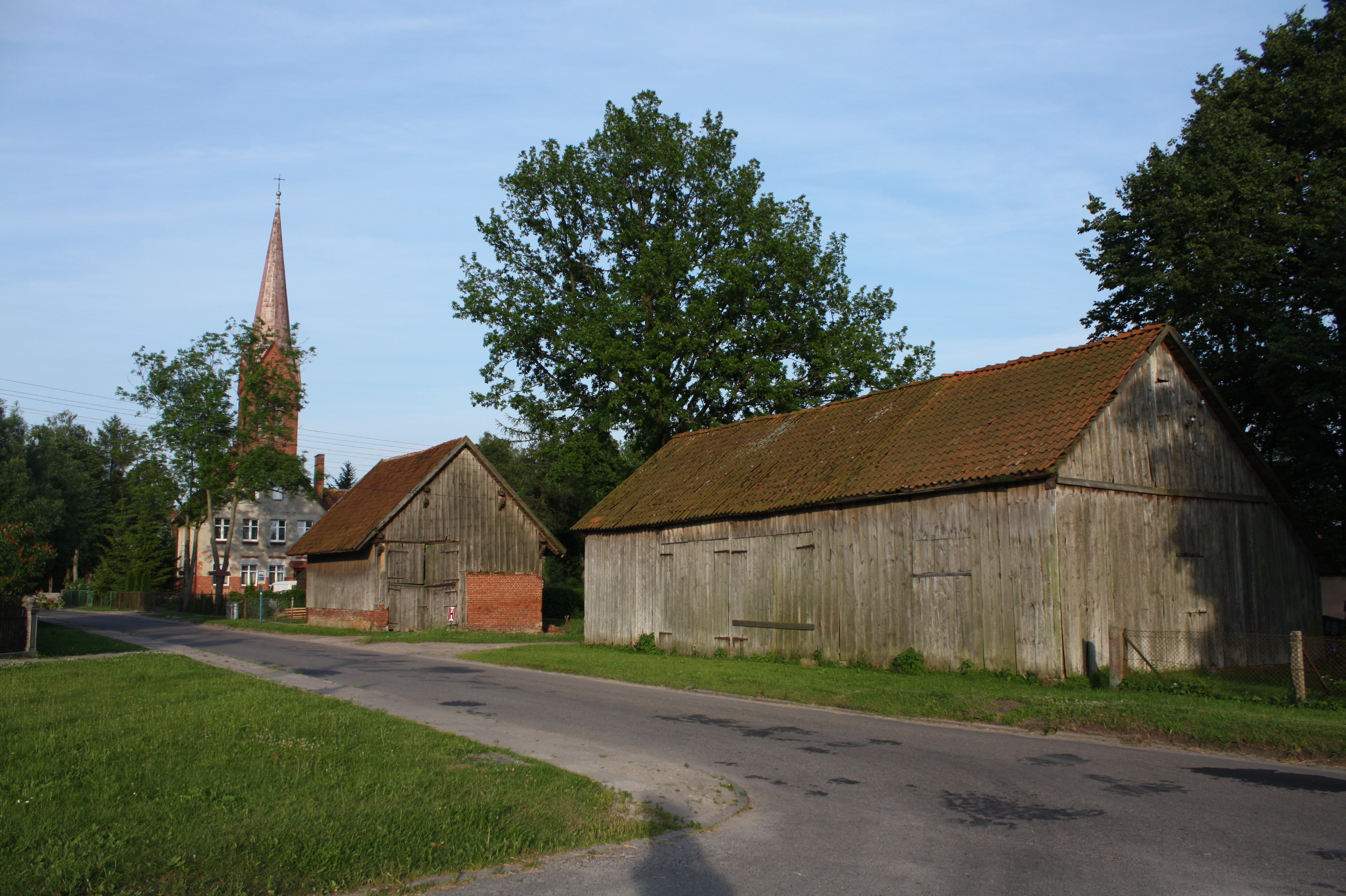
Dorfstraße (2010)

Neukirch, nordöstlich von Elbing und südöstlich von Tolkemit, auf einer Landkarte von 1910

Das Dorf entstand an der Stelle, wo sich zuvor die Siedlung Pogordichen der Prußen befunden hatte. Die Handfeste für die Gründung des deutschen Dorfs wurde am 26. Juli 1305 von dem Ordenskomtur Heinrich von Gera ausgestellt. Der mit der Besiedlung beauftragte Lokator hieß Heinrich.
Die  Gemarkung des alten Kirchdorfs hatte um 1864 eine Flächengröße von über 2809 Morgen. Um 1902 wurde Neukirch auf der Höhe in Neukirchhöhe umbenannt.
Im Jahr 1945 gehörte Neukirch Höhe zum Kreis Elbing im Regierungsbezirk Danzig im Reichsgau Danzig-Westpreußen des Deutschen Reichs. Neukirch Höhe war Sitz des Amtsbezirks Neukirch Höhe, zu dem neun Dörfer gehörten: Birkau, Conradswalde, Dünhöfen, Haselau, Hütte, Klakendorf, Neuendorf-Kämmereidorf, Neukirch Höhe und Rückenau.
Gegen Ende des Zweiten Weltkrieges wurde Neukirch Höhe im Frühjahr 1945 von der Roten Armee besetzt. Anschließend wurde die Region von der Sowjetunion der Volksrepublik Polen zur Verwaltung überlassen. Die Polen orientierten sich bei der Wahl der Ortsbezeichnung Pogrodzie an der älteren deutschen Ortsbezeichnung Pogardichen. Soweit die Dorfbewohner nicht geflohen waren, wurden sie in der Folgezeit von der örtlichen polnischen Verwaltungsbehörde aus dem Kreisgebiet vertrieben.
In den Jahren 1975 bis 1998 gehörte der Ort administrativ zum Powiat Elbląski.

### Bevölkerungsentwicklung bis 1945
| Jahr | Einwohner | Anmerkungen                                              |
| ---- | --------- | -------------------------------------------------------- |
| 1798 | 464       | davon 188 Evangelische, 225 Katholiken und 51 Mennoniten |
| 1864 | 555       | am 3. Dezember                                           |
| 1933 | 591       | [ 5 ]                                                    |
| 1939 | 603       | [ 5 ]                                                    |

## Kirche
Neukirch Höhe hatte bis 1945 ein römisch-katholisches Kirchspiel. Die Dorfkirche, die zuvor der katholischen Pfarrgemeinde Neukirch Höhe als Gotteshaus gedient hatte, wurde 1945 zugunsten der Römisch-katholischen Kirche in Polen zwangsenteignet. Die seit 1945 anwesende polnische Dorfbevölkerung ist ebenfalls größtenteils römisch-katholisch.

Ehemalige katholische Dorfkirche Neukirch Höhe
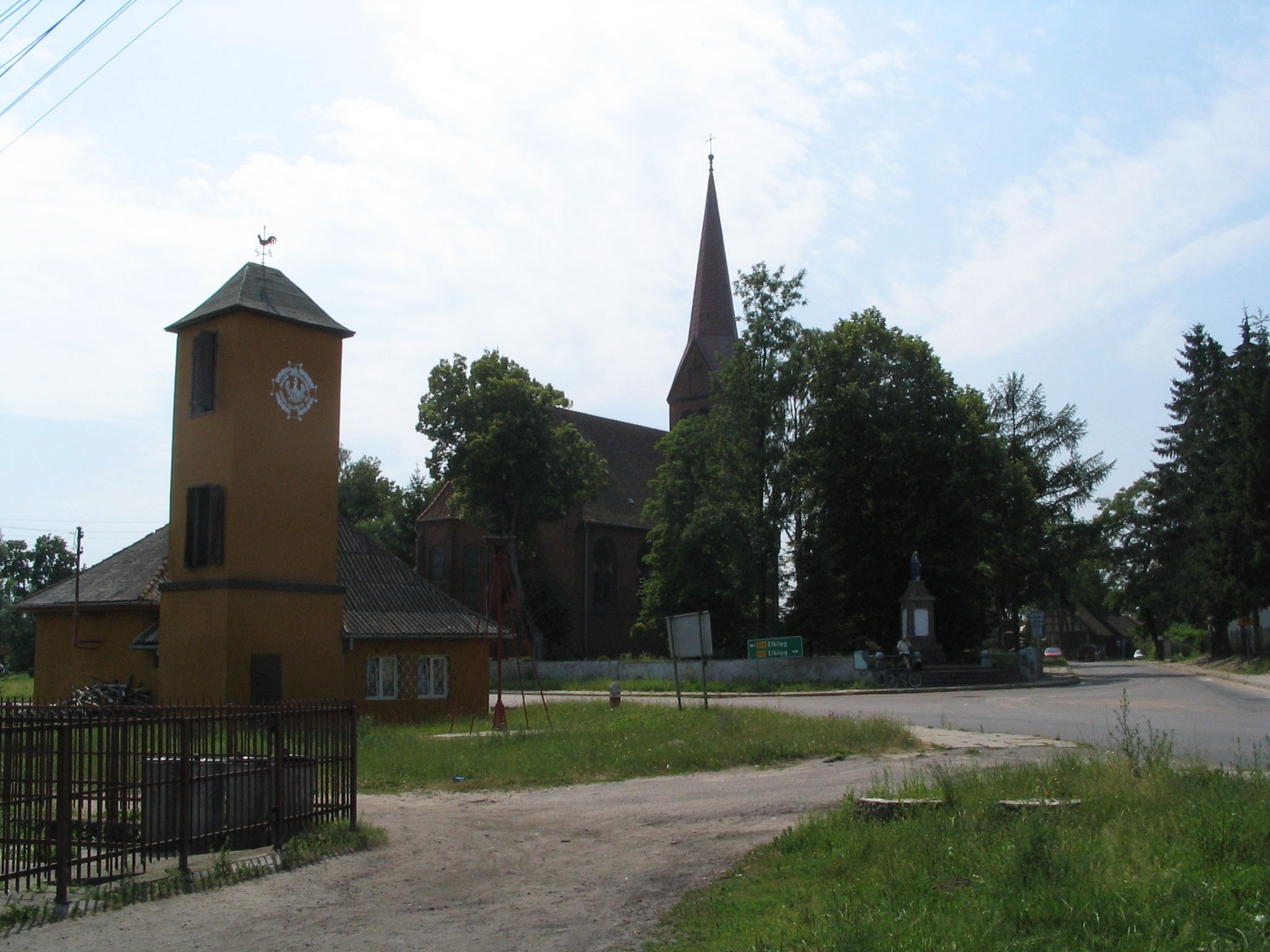
2006
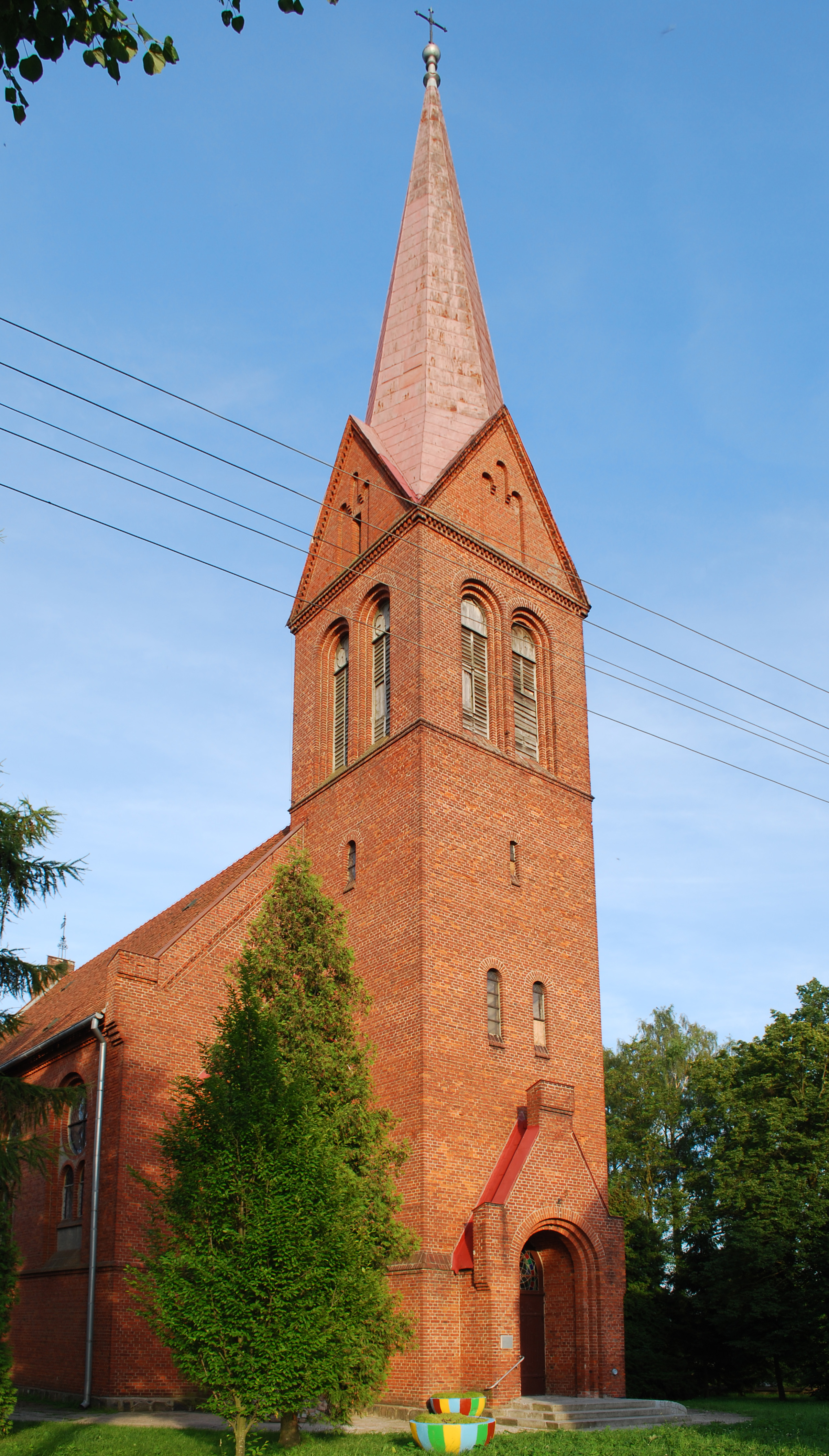
2010
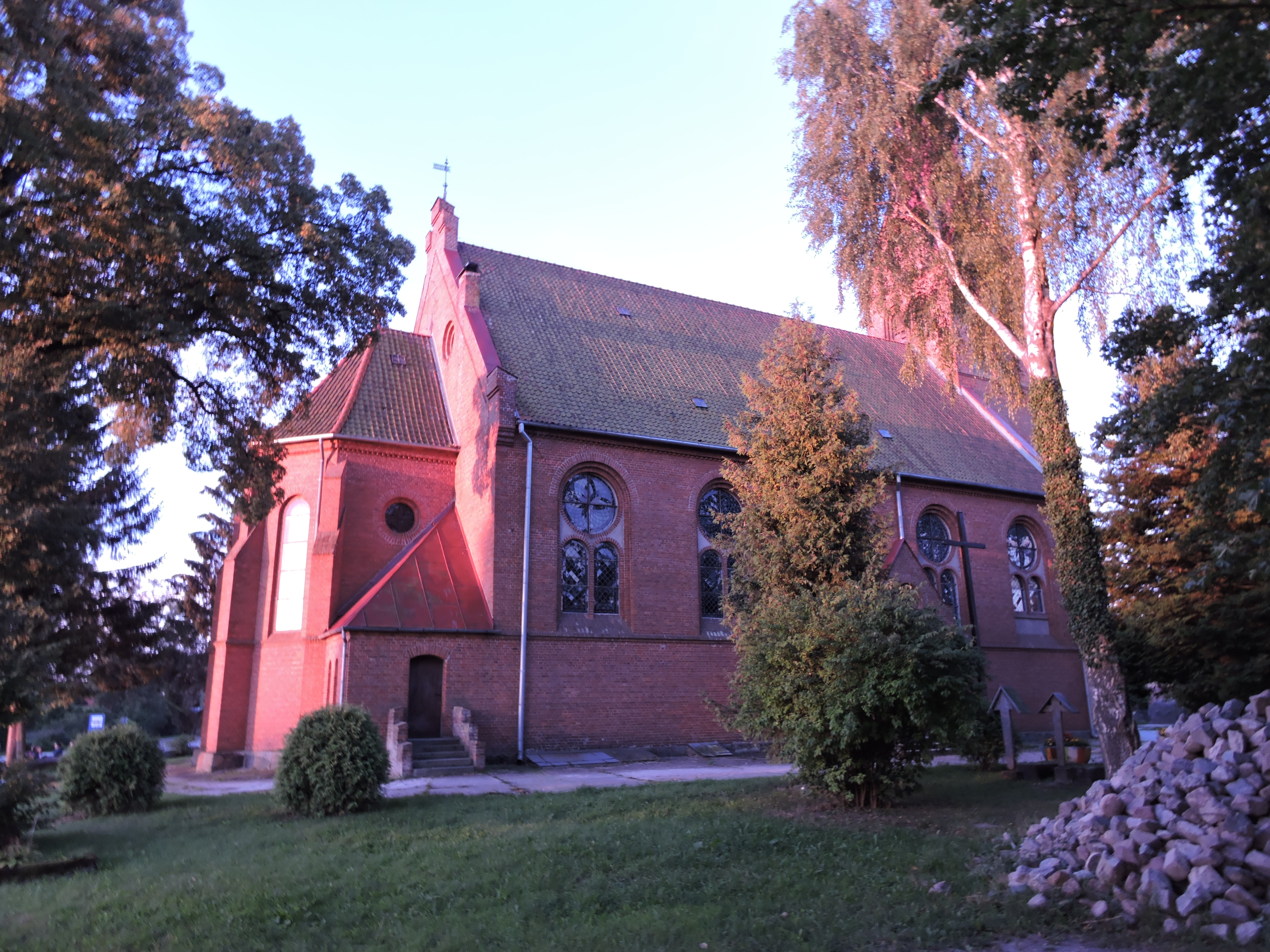
2014
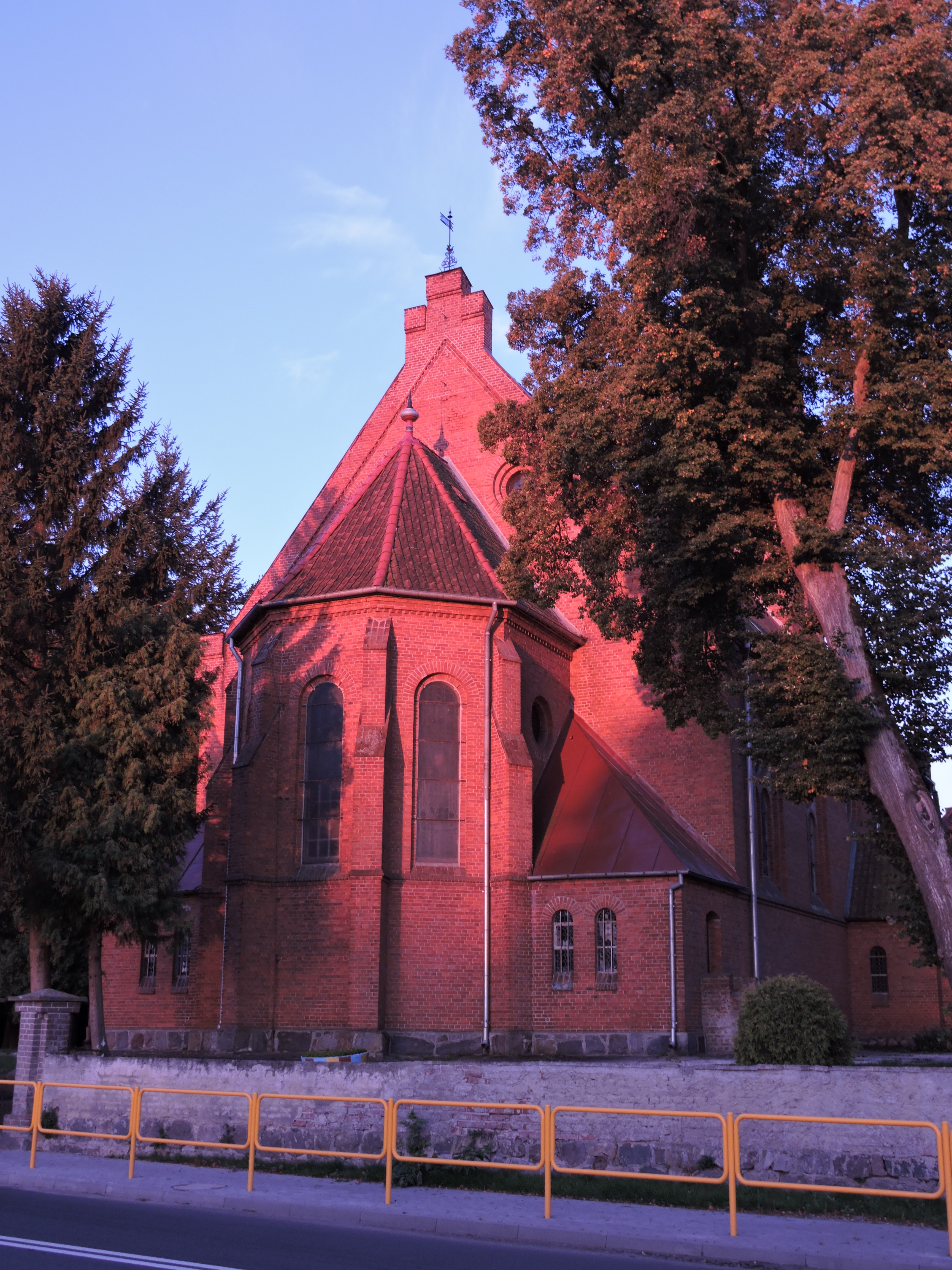
2014

Die Kirche des Dorfs stammt aus der zweiten Hälfte des vierzehnten Jahrhunderts. Der heutige, neugotische Bau wurde in den Jahren 1778 bis 1789 errichtet. Die Kanzel im Kircheninnern stammt von 1650. Zudem gibt es ein Gemälde des Hl. Nikolaus von Joseph Korzeniewski.

## Verkehr
Pogrodzie liegt an der Kreuzung der Landstraßen Nr. 503 und Nr. 504.